# Mortal Kombat: Original Motion Picture Soundtrack
Mortal Kombat (Original Motion Picture Soundtrack) – album muzyczny zawierający ścieżką dźwiękową do filmu Mortal Kombat.

## Lista utworów
| Nr  | Tytuł utworu                                          | Wykonawca          | Długość |
| --- | ----------------------------------------------------- | ------------------ | ------- |
| 1.  | „A Taste Of Things To Come”                           | George S. Clinton  | 0:47    |
| 2.  | „Goodbye” (Demo)                                      | Gravity Kills      | 3:10    |
| 3.  | „Juke-Joint Jezebel” (Giorgio Moroder Metropolis Mix) | KMFDM              | 5:17    |
| 4.  | „Unlearn” (Josh Wink's Live Mix)                      | Psykosonik         | 7:29    |
| 5.  | „Control” (Juno Reactor Instrumental)                 | Traci Lords        | 6:28    |
| 6.  | „Halcyon + On + On”                                   | Orbital            | 9:27    |
| 7.  | „Utah Saints Take On The Theme From Mortal Kombat”    | Utah Saints        | 3:00    |
| 8.  | „The Invisible”                                       | G//Z/R             | 4:30    |
| 9.  | „Zero Signal”                                         | Fear Factory       | 5:58    |
| 10. | „Burn”                                                | Sister Machine Gun | 4:40    |
| 11. | „Blood & Fire” (Out Of The Ashes Mix)                 | Type O Negative    | 4:35    |
| 12. | „I Reject”                                            | Bile               | 2:57    |
| 13. | „Twist The Knife” (Slowly)                            | Napalm Death       | 2:53    |
| 14. | „What U See / We All Bleed Red”                       | Mutha's Day Out    | 4:09    |
| 15. | „Mortal Kombat” (Techno-Syndrome 7" Mix)              | The Immortals      | 3:22    |
| 16. | „Goro Vs. Art”                                        | George S. Clinton  | 3:00    |
| 17. | „Demon Warriors / Final Kombat”                       | George S. Clinton  | 3:49    |
|     |                                                       |                    | 1:15:31 |

## Listy sprzedaży
| Lista         | Kraj              | Pozycja |
| ------------- | ----------------- | ------- |
| Billboard 200 | Stany Zjednoczone | 10      |

## Certyfikat
| Kraj                     | Certyfikat      | Sprzedaż   |
| ------------------------ | --------------- | ---------- |
| Stany Zjednoczone (RIAA) | platynowa płyta | 1 000 000+ |
| Polska (ZPAV)            | złota płyta     | 100 000+   |